# Pseudosaproecius cylindroides
Pseudosaproecius cylindroides là một loài bọ cánh cứng trong họ Bọ hung (Scarabaeidae).